# Góra (Strawczyn)
Góra – część wsi Strawczyn w Polsce położona w województwie świętokrzyskim, w powiecie kieleckim, w gminie Strawczyn.
W latach 1975–1998 Góra administracyjnie należała do województwa kieleckiego.